# Neurath (Köln)

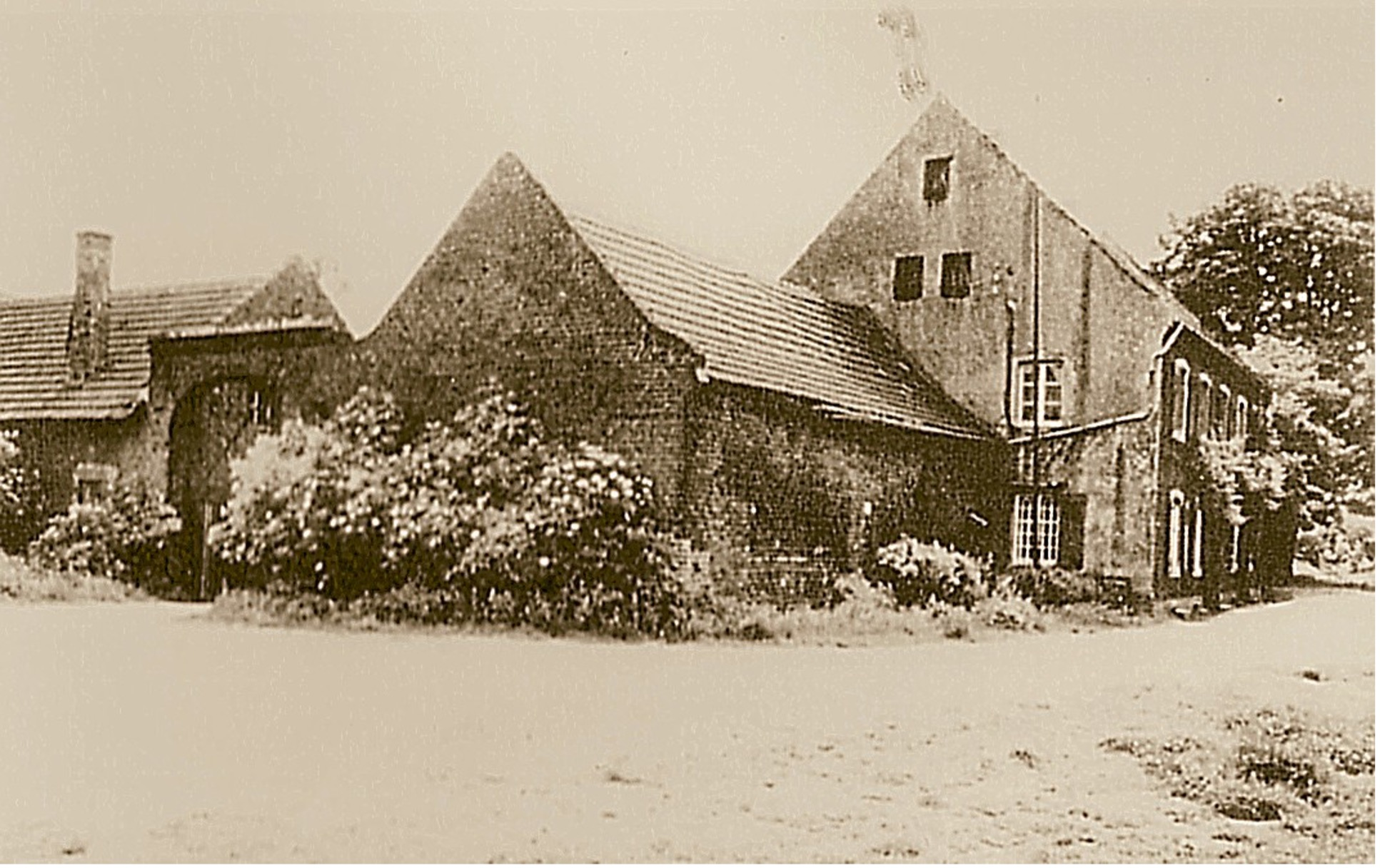
Hofgut Neurath, um 1900

Neurath war ein ehemaliger Hof, der auf dem heutigen Gebiet des rechtsrheinischen Kölner Stadtteils Mülheim am Rhein lag, heute ungefähr Neurather Weg 18. Sein Name ging 1930/31 auch auf die damals errichtete Siedlung Neurath im Stadtteil Höhenhaus über, die auf Ländereien des Hofes errichtet wurde. Selten, aber in amtlichen Quellen wird auch die südliche Erweiterung der Bruder-Klaus-Siedlung als Siedlung Neurath bezeichnet.

## Geschichte
Das Gelände des Hofes Neurath bildete jahrhundertelang einen Teil von Schönrath und gehörte damit zum Besitz der Zisterzienserabtei Altenberg bis zu deren Aufhebung im Jahre 1803 im Rahmen der Säkularisation. Da Schönrath mit 773 Morgen sehr groß war, wurde es nach der Säkularisation in zwei Pachtgüter aufgeteilt und ein neues Hofgebäude errichtet, wobei der jüngere Hof den Namen Neurath erhielt.
Aus dem Besitz der Domäne gelangte er dann durch Kauf an den auf Schloss Stammheim sitzenden Freiherren Theodor von Fürstenberg (1772–1828). Wie in den Jahrhunderten zuvor ließen auch er und seine Nachkommen die Liegenschaft durch Pächter bewirtschaften.
Ab etwa 1860 verwaltete die Familie Litz das Gut zusammen mit Schönrath. Im Jahr 1928 gelangte Schönrath dann aus dem Eigentum der nunmehrigen Familie von Fürstenberg-Stammheim in den Besitz der Stadt Köln, die dieses wie zahlreiche andere Gutshöfe in ihrem Speckgürtel zur Landbevorratung erwarb, zwecks späterer Aufgliederung in Grundstücke für den Wohnungsbau oder eine gewerbliche Nutzung.
Da der Schönrather und der Neurather Hof sich aber nicht nur in einem Eigentum befanden, sondern ab dem Jahr 1860 für lange Zeit auch in einer Pacht standen, verlor der jüngere der beiden Höfe zunehmend an Bedeutung. Nicht erst nach der Übernahme der Hofareale durch die Stadt Köln und der voranschreitenden Aufteilung der zuvor agrarisch genutzten Flächen als Bauland, wurde die Unterhaltung zweier so nah beieinander gelegener Betriebe unrentabel, sodass der Neurather Hof schließlich aufgegeben wurde und verfiel. Zu Beginn der 1960er Jahre wurden die noch aufstehenden Gebäudeteile beseitigt und verbliebene Ländereien zur südlichen Erweiterung der Bruder-Klaus-Siedlung verwendet (Von-Galen-Straße).

## Siedlung Neurath
Während der Hof keine Spuren hinterließ, besteht sein Name in mehreren Straßen- und Viertelbenennungen fort: dem Neurather Ring (ein rechtsrheinisches Teilstück des sogenannten Militärrings) und dem Neurather Weg sowie der Bezeichnung „Siedlung Neurath“ (heute oft einfach „Neurath“ genannt). Der Neurather Weg, ursprünglich der Weg, der von der heutigen Berliner Straße zum Neurather Hof führte, wurde 2017 zum Teil in „Circus-Roncalli-Weg“ umbenannt.
Der Name „Siedlung Neurath“ wird für zwei unterschiedliche Siedlungen verwendet, die beide auf Ländereien des ehemaligen Neurather Hofes entstanden:
- Die Siedlung Neurath der GAG wurde unter diesem Namen in den Jahren 1930/1931 errichtet. Sie wird begrenzt von den Straßen Berliner Straße, Selkestraße, Wernigeroder Weg und Am Flachsrosterweg. Sie umfasste ursprünglich 476 Wohnungen in 118 Häusern, die in 16 Zeilen angeordnet waren. Dazu gehörten Ladenlokale für die Versorgung der Bevölkerung und ein Kindergarten mit großen Spielflächen. 14 von 16 Zeilen wurden nach Entwürfen der Architekten Adolf Haug, Fritz Fuß, Hammer, Paul Pott, Theodor Willkens, Volberg und Philippson errichtet. Entwurf und Bauleitung der beiden letzten Zeilen lagen bei den Architekten Benoit und Bergerhausen[5][6]. Die Straßennamen innerhalb der Siedlung beziehen sich alle auf Orte bzw. Flüsse im Harz. Die Häuser wurde in den Jahren 1993–2006 teilweise modernisiert (u. a. energetisch saniert und aufgestockt), teilweise durch Neubauten ersetzt[7][8], zum Bedauern viele Bewohner und einer Mieterinitiative, die darin die Zerstörung einer jahrzehntelang gewachsenen Sozialstruktur sahen[9]. Umgangssprachlich wird das Gebiet dieser Siedlung meist als „Neurath“ bezeichnet und ist z. B. namengebend für einen Kleingärtnerverein in der Bodestraße sowie für eine gegenüber der Siedlung liegende Apotheke.
- In der amtlichen Einteilung der Stadtviertel der Stadt wird dagegen das südlich an die Bruder-Klaus-Siedlung anschließende Wohngebiet, das vom Straßensystem von-Galen-Str. gebildet wird, zusammen mit dem Neurather Weg, als „Siedlung Neurath“ bezeichnet[10][11].

## Sonstiges
Eine weitere Verwechslungsgefahr entsteht dadurch, dass gelegentlich das 35 Kilometer von Köln entfernte Kraftwerk Neurath irrtümlich als „Köln-Neurath“ bezeichnet wird.